# Lizines
Lizines település Franciaországban, Seine-et-Marne megyében. Lakosainak száma 178 fő (2022. január 1.). Lizines Saint-Loup-de-Naud, Savins, Sognolles-en-Montois és Maison-Rouge községekkel határos.

## Népesség
A település népességének változása:
| Lakosok száma | 185  | 186  | 185  | 186  | 186  | 187  | 183  | 178  |
|               | 2013 | 2015 | 2017 | 2018 | 2019 | 2020 | 2021 | 2022 |